# 枝廣直幹
- 枝広直幹

枝廣 直幹（えだひろ なおき、1955年（昭和30年）9月29日 - ）は、日本の政治家、財務官僚。第13代福山市長。
石川県総務部長、財務省主計局主計官、内閣官房内閣審議官、近畿財務局長等を歴任。

## 来歴
広島県福山市北吉津町出身。母方の祖父に渡邊伝七商店（現株式会社ナベショー）創業者の渡邊伝七がいる。渡邊家は宝永7年（1710年）から明治の廃藩置県まで代々吉津の番所の役人を務めた家系で、北吉津町の番所跡には現在渡邊神社が鎮座する。
福山市立東中学校、広島県立福山誠之館高等学校を経て、1980年、一橋大学経済学部経済学科を卒業。大学では荒憲治郎ゼミに所属。部活動は一橋大学管弦楽団で、コンサートマスターも務めた。
大学在学中、国家公務員試験（経済職）に合格し、卒業後は、旧大蔵省（現財務省）に入省し、主計局総務課に配属された。1983年在フィリピン日本国大使館書記官、1989年内閣官房副長官秘書官、1996年から1999年まで石川県に出向し、企画開発部長、能登空港建設室長、商工労働部長、総務部長を歴任した。1998年には石川県ファッションタウン推進協議会会長として、繊維産地再生を目指す通商産業省のファッションタウン構想事業において、全国初の広域連携を目指し、金沢市、小松市、鹿西町、鳥屋町、鹿島町を連携させた事業計画構想の策定にあたった。
内閣府参事官時代、村上龍のメールマガジン『JMM』に寄稿したことで、鈴木宗男衆議院議員から批判を受けるなどし、その後出世ルートから外れる。
2003年から財務省主計官として整備新幹線等を担当したのち、地方分権推進委員会事務局次長等を経て、2009年に地元広島の中国財務局長に着任。財務省大臣官房審議官を経て、2011年6月、内閣府経済社会総合研究所総括政策研究官兼内閣官房内閣審議官（内閣官房副長官補付）兼内閣官房地域活性化統合事務局長代理兼内閣府地域活性化推進室室長代理兼内閣府地域自主戦略交付金業務室長代理に就任。地方創生に取り組んだ。
2013年6月、近畿財務局長に就任。2014年、退官。同年8月、祖父が創業した株式会社ナベショーに入社。9月より社長を務めた（2015年4月まで）。

## 市長選
2016年8月28日に行われた福山市長選挙に、自由民主党、民進党、公明党や連合広島から推薦を受けて立候補。羽田皓前市長の市政運営の継承を訴え、大阪維新の会所属の元大阪市議の村上栄二を破り初当選した。9月5日、市長に就任。
※当日有権者数：386,404人 最終投票率：36.06%（前回比：+13.47pts）
| 候補者名 | 年齢 | 所属党派 | 新旧別 | 得票数   | 得票率 | 推薦・支持                               |
| -------- | ---- | -------- | ------ | -------- | ------ | ---------------------------------------- |
| 枝廣直幹 | 60   | 無所属   | 新     | 73,120票 | 53.39% | （推薦）自民党・民進党・公明党・連合広島 |
| 村上栄二 | 38   | 無所属   | 新     | 63,844票 | 46.61% |                                          |

2020年8月2日に告示された同選挙に、自由民主党・立憲民主党・国民民主党・公明党から推薦を受け立候補したが対立候補が現れず無投票で再選。福山市長選が無投票になったのは公選になってから初めてであった。
2024年8月11日に行われた同選挙に会社員の宇田貴美を破り3選。※ 当日有権者数373,671人 最終投票率 23.43%（前々回比：-12.63pts）
開票結果は、当選 枝廣直幹 (68歳) 無所属 現 55,705票  (64.26%) (推薦) 自由民主党・立憲民主党・公明党・国民民主党、宇田貴美 (39歳) 無所属 新 30,984票 (35.74%) だった。

## 市政
- 長年検討されてきた再開発計画が頓挫していた福山駅前について、市役所内に福山駅前再生推進室を開設し2017年3月から福山駅前再生協議会での検討を開始[17]。2017年11月には、日本政策投資銀行と地域政策ホームドクター協定を締結[18]。2018年3月、20年後の完成を目標とし、その端緒として今後3年間リノベーションまちづくりを進める等とした「福山駅前再生ビジョン」が策定公表された[19]。
- 2019年11月7日、定例会見で、2020年8月に閉館する大型集客施設「エフピコRiM」について、最小のコストでにぎわいを創出するために「2019年度末までに活用法の方向性を示す」と述べた。枝廣は、JR福山駅前の再生を就任時からの最重要課題と位置付けている[20]。
- 2020年5月25日、新型コロナウイルス対策の財源に充てるため、自身と市議会議員の6月期末手当を20%減額すると発表した[21]。

## 略歴
- 1980年4月 大蔵省入省、主計局総務課
- 1983年 外務省在フィリピン日本国大使館財務金融担当書記官
- 1990年 大島理森内閣官房副長官秘書官
- 1991年 主計局主計官補佐（公共事業第二係主査）[22]
- 1993年7月 大蔵省理財局資金第一課課長補佐
- 1994年7月 大蔵省理財局国債課課長補佐
- 1995年7月 大蔵省大臣官房調査企画課課長補佐
- 1996年7月 石川県企画開発部長 兼 能登空港建設室長
- 1997年4月 石川県商工労働部長
- 1998年4月 石川県総務部長
- 1999年4月 大蔵省大臣官房企画官
- 1999年7月 大蔵省大臣官房企画官 兼 主計局主計企画官（調整担当）
- 2000年7月 大蔵省主計局調査課長
- 2001年1月 財務省主計局調査課長
- 2001年7月 内閣府政策統括官（経済財政－経済社会システム担当）付参事官
- 2003年7月 財務省主計局主計官（国土交通・環境担当）
- 2005年7月 財務省大臣官房参事官（大臣官房担当）
- 2006年1月 財務省大臣官房政策評価審議官 兼 大臣官房参事官（大臣官房担当） 兼 大臣官房審議官（大臣官房担当）
- 2006年7月 財務省大臣官房会計課長
- 2007年3月 財務省大臣官房参事官（大臣官房担当）
- 2007年4月 内閣府地方分権改革推進委員会事務局次長（宮脇淳事務局長）
- 2009年7月 中国財務局長
- 2010年8月 財務省大臣官房審議官（関税局担当）
- 2011年6月 内閣府経済社会総合研究所総括政策研究官 兼 内閣官房内閣審議官（内閣官房副長官補付） 兼 内閣官房地域活性化統合事務局長代理（和泉洋人・加藤利男事務局長） 兼 内閣府地域活性化推進室室長代理 兼 内閣府地域自主戦略交付金業務室長代理
- 2013年6月 近畿財務局長
- 2014年 退官

## 人物
- 趣味は幼稚園から始めたヴァイオリン。野球も好きで、広島東洋カープを応援する[4][23]。
- 尊敬する人物は、大学・大蔵省の先輩にあたる大平正芳元内閣総理大臣と、高校の先輩にあたり、第7代福山市長を務めた徳永豊[4]。
- 元広島県議会議長で福山ガス取締役の宇田伸は大学の同期。また誠之館出身の先輩若林辰雄（のちに三菱UFJ信託銀行会長兼社長、信託協会会長）とは誕生日も同じで、可愛がられたという[4]。

## 論文等
- 「平成17年度 国土交通・環境予算について（平成17年度予算特集）」（ファイナンス40(11)（通号471）、2005年2月）
- 「国土交通・環境予算について（平成16年度予算特集（その4））」（ファイナンス40(2)（通号462）、2004年5月）
- 「「構造改革と経済財政の中期展望」が示す財政健全化の道筋（経済・財政構造改革）」（国際税制研究(8)、2002年）
- 「 財政構造改革部会「中間報告」に寄せて」（ファイナンス37(5)（通号429）、2001年8月）
- 「イタリアにおける財政改革について」（国際税制研究(7)、2001年）
- 「補助金等の概要（特集/平成12年度予算（その3））」（ファイナンス36(1)（通号413）、2000年4月）
- 「石川県（成長制約下の地域課題）」（運輸と経済56(12)、1996年12月）